# 広瀬宰
広瀬 宰（ひろせ おさむ、1947年2月20日 - 1999年9月9日）は、大分県佐伯市勝尾出身のプロ野球選手（内野手）・コーチ。

## 来歴・人物
佐伯豊南高を卒業し、1965年に東京農業大学へ進学。東都大学野球リーグでは一部昇格はならず、二部リーグ2位が最高成績であった。二部リーグ通算打率.303、4本塁打を記録。
1968年のドラフト2位でロッテオリオンズに入団。
1969年には山崎裕之が二塁手に回った後を受けてレギュラー遊撃手となる。9月16日の阪急戦（東京）で宮本幸信から初ソロ本塁打を放ち、この時の試合は、2回表に岡村浩二の適時打で先制され、3回表にはウインディの適時打で追加点を許した。その裏に広瀬のソロ本塁打で追い上げたが、4回表さらに2点を追加され阪急ペースの試合になったが、6回裏には有藤通世のソロ本塁打が飛び出し、次打者池辺巌が安打で出塁したがここで雷雨が激しくなってコールドゲームとなり、2-4で首位阪急に敗れた。
1970年には打撃面で伸び悩み、千田啓介に定位置を奪われる。
1972年オフに江島巧との交換トレードで中日ドラゴンズに移籍。ここでもレギュラー遊撃手として起用された。
1974年には巨人のV10を阻止する20年ぶりのリーグ優勝に貢献。9月15日のヤクルト戦ダブルヘッダー第1試合（草薙）では中日・三沢淳、ヤクルト・松岡弘の両先発投手で始まり、3回表に広瀬が松岡から先制のソロ本塁打を放つ。4回表にはジーン・マーチンがソロ本塁打でもう1点を追加、この2点を三沢の巧い投球で守り、9回表には先頭の武上四郎が一塁手・谷沢健一の失策で出塁を許すと、2番手竹田和史にスイッチし後続を抑えて、2-0の完封リレーで三沢は10勝に到達。さらに第2試合も8-4で勝利し、チームは5連勝で2位巨人とのゲーム差を3.5とした。古巣・ロッテとの日本シリーズでも5試合に先発出場し、10月17日の第2戦（中日）では木樽正明から本塁打を放ち、シリーズ通算14打数5安打1打点を記録。
1975年オフには梅田邦三との交換トレードで、坪井新三郎と共に太平洋クラブライオンズに移籍。
1977年まで正遊撃手を務め、同年は自己最高の打率.273を記録するが、1978年には真弓明信にポジションを奪われる。
1979年には、8月10日の日本ハム戦（平和台）で3-3と同点のまま迎えた8回表一死から安打で出塁したジム・タイロンが二塁、三塁へと盗塁を決めると、ここで広瀬は佐伯和司から左翼中段へと運ぶ勝ち越しの2ラン本塁打を放つ。さらに9回表にもジャック・マルーフのソロ本塁打、土井正博の適時二塁打で追加点を取り、投げては4回途中からリリーフの3番手松沼雅之が得点を許さない好投で、7-3と日本ハムを下しチームの連敗を3で止めた。
1980年よりコーチ兼任となり、1981年限りで現役を引退。
引退後は西武で二軍守備・走塁コーチ（1982年 - 1992年）→九州・沖縄地区担当スカウト（1993年）→スコアラー→二軍総合コーチ（1996年）→編成担当を務めた。コーチ時代は寮に泊まって寝食を共にし、口数が少なく、動きで覚え込ませる指導であった。日野茂二軍監督と共に田辺徳雄を厳しく鍛え、昼の試合後に特守を行って夕食後も夜間練習をするほどであった。遠征から寮に帰ると、田辺に「ちょっとやろか」と声をかけ守備練習を始め、ボールケース1箱が2箱になり、気付いたら5箱になった。オフにはアリゾナ教育リーグに共に派遣され、約1ヶ月間も2人部屋で過ごしたこともあり、朝昼晩ずっと一緒であった。田辺は広瀬について人柄は「ゴルゴ13みたいな人。」と振り返っているほか、「自分を野球漬けにしてくれた恩人」と尊敬しており、2015年シーズンからの一軍監督就任にあたっては当時広瀬が着けていた背番号「90」を希望して着けている。
1999年9月9日、腎不全のため死去。享年52歳。

## 詳細情報

### 年度別打撃成績
| 年 度      | 球 団                | 試 合 | 打 席 | 打 数 | 得 点 | 安 打 | 二 塁 打 | 三 塁 打 | 本 塁 打 | 塁 打 | 打 点 | 盗 塁 | 盗 塁 死 | 犠 打 | 犠 飛 | 四 球 | 敬 遠 | 死 球 | 三 振 | 併 殺 打 | 打 率 | 出 塁 率 | 長 打 率 | O P S |
| ---------- | -------------------- | ----- | ----- | ----- | ----- | ----- | -------- | -------- | -------- | ----- | ----- | ----- | -------- | ----- | ----- | ----- | ----- | ----- | ----- | -------- | ----- | -------- | -------- | ----- |
| 1969       | ロッテ               | 113   | 278   | 266   | 10    | 47    | 5        | 1        | 2        | 60    | 12    | 5     | 3        | 4     | 1     | 5     | 0     | 2     | 50    | 7        | .177  | .197     | .226     | .423  |
| 1970       | ロッテ               | 58    | 78    | 73    | 1     | 14    | 4        | 1        | 0        | 20    | 3     | 1     | 2        | 1     | 0     | 4     | 0     | 0     | 10    | 2        | .192  | .234     | .274     | .508  |
| 1971       | ロッテ               | 114   | 348   | 321   | 40    | 79    | 14       | 2        | 5        | 112   | 37    | 10    | 9        | 4     | 0     | 20    | 1     | 3     | 42    | 3        | .246  | .297     | .349     | .645  |
| 1972       | ロッテ               | 80    | 239   | 221   | 35    | 52    | 10       | 3        | 6        | 86    | 23    | 5     | 5        | 1     | 1     | 16    | 0     | 0     | 34    | 4        | .235  | .286     | .389     | .675  |
| 1973       | 中日                 | 87    | 277   | 252   | 18    | 49    | 5        | 0        | 3        | 63    | 13    | 4     | 2        | 10    | 1     | 14    | 0     | 0     | 38    | 4        | .194  | .236     | .250     | .486  |
| 1974       | 中日                 | 125   | 284   | 266   | 19    | 61    | 6        | 0        | 5        | 82    | 26    | 2     | 1        | 5     | 2     | 10    | 0     | 1     | 34    | 10       | .229  | .258     | .308     | .566  |
| 1975       | 中日                 | 104   | 224   | 212   | 15    | 51    | 7        | 1        | 5        | 75    | 13    | 1     | 1        | 1     | 1     | 10    | 4     | 0     | 22    | 4        | .241  | .274     | .354     | .627  |
| 1976       | 太平洋 クラウン 西武 | 93    | 258   | 236   | 15    | 50    | 6        | 1        | 2        | 64    | 9     | 1     | 3        | 11    | 0     | 9     | 0     | 2     | 16    | 8        | .212  | .247     | .271     | .518  |
| 1977       | 太平洋 クラウン 西武 | 103   | 346   | 308   | 27    | 84    | 10       | 1        | 4        | 108   | 30    | 1     | 5        | 8     | 1     | 25    | 1     | 4     | 28    | 6        | .273  | .334     | .351     | .685  |
| 1978       | 太平洋 クラウン 西武 | 67    | 155   | 143   | 10    | 28    | 1        | 0        | 0        | 29    | 8     | 1     | 2        | 4     | 1     | 6     | 0     | 1     | 11    | 2        | .196  | .232     | .203     | .435  |
| 1979       | 太平洋 クラウン 西武 | 76    | 169   | 150   | 17    | 35    | 6        | 0        | 2        | 47    | 15    | 0     | 0        | 8     | 3     | 7     | 0     | 1     | 9     | 5        | .233  | .267     | .313     | .580  |
| 1980       | 太平洋 クラウン 西武 | 49    | 52    | 48    | 6     | 10    | 1        | 0        | 1        | 14    | 4     | 0     | 1        | 0     | 0     | 4     | 0     | 0     | 5     | 2        | .208  | .269     | .292     | .561  |
| 1981       | 太平洋 クラウン 西武 | 21    | 27    | 23    | 1     | 4     | 3        | 0        | 0        | 7     | 1     | 0     | 0        | 2     | 0     | 2     | 0     | 0     | 1     | 0        | .174  | .240     | .304     | .544  |
| 通算：13年 | 通算：13年           | 1090  | 2735  | 2519  | 214   | 564   | 78       | 10       | 35       | 767   | 194   | 31    | 34       | 59    | 11    | 132   | 6     | 14    | 300   | 57       | .224  | .265     | .304     | .570  |

- 太平洋（太平洋クラブライオンズ）は、1977年にクラウン（クラウンライターライオンズ）に、1979年に西武（西武ライオンズ）に球団名を変更

### 記録
- 初出場・初先発出場：1969年4月12日、対南海ホークス1回戦（東京スタジアム）、7番・遊撃手で先発出場、5打数1安打
- 初本塁打：1969年9月16日、対阪急ブレーブス20回戦（東京スタジアム）、3回裏に宮本幸信からソロ
- 通算1000試合出場 1979年8月27日 ※史上211人目

### 背番号
- 1 （1969年 - 1972年）
- 2 （1973年 - 1975年）
- 7 （1976年 - 1979年）
- 67 （1980年 - 1981年）
- 90 （1982年 - 1992年）
- 81 （1996年）